# Adolf Olschansky
Adolf Olschansky, född Adolf Eggertsen 1863 i Köpenhamn, Danmark, död 1933, var en cirkusartist och clown. Han uppträdde flitigt på cirkusar i Danmark och Sverige i slutet av 1800-talet.

## Filmografi
- 1923 – Gunnar Hedes saga